# La mama és pura pluja
La mama és pura pluja (títol original en francès: Maman pleut des cordes) és una pel·lícula de curtmetratge d'animació francesa de 2021, dirigida per Hugo de Faucompret i coguionitzada juntament amb Lison d'Andréa.

## Argument
La Jana, de 8 anys, té un caràcter ben trempat i la seva mare Cecília travessa una depressió. Per tal de millorar decideix fer-se ajudar i envia la seva filla a passar les vacances d'hivern a casa la Iaia Ceba, situada al camp. La Jana creu falsament que la seva mare ha marxat sense ella de vacances i se sent enganyada. Però en aquest nou indret, la Jana fa amics inesperats: el Leo i la Sònia, dos nens del racó, i Cloclo, l'immens rodamón que va veure al bosc. Gràcies als seus nous amics, la Jana aprèn que la vida pot ser una festa, malgrat tot.

## Repartiment de veus
Els actors que posen veu als personatges són:
- Yolande Moreau com a Iaia Ceba
- Céline Sallette com a Cecília
- Arthur H. com a Cloclo
- Siam Georget Rolland com a Jana

## Premis i nominacions
| Any  | Premi                                                 | Categoria                               | Nominació             | Resultat   | Ref.  |
| ---- | ----------------------------------------------------- | --------------------------------------- | --------------------- | ---------- | ----- |
| 2021 | Festival de Cinema d'Animació d'Annecy                | Premi del jurat per un especial de TV   | La mama és pura pluja | Guanyadora | [ 7 ] |
| 2021 | Festival de Televisió de Xangai                       | Premi a la millor animació              | La mama és pura pluja | Guanyadora | [ 8 ] |
| 2021 | Festival Internacional de Cinema One Country One Film | Premi del públic jove                   | La mama és pura pluja | Guanyadora | [ 9 ] |
| 2021 | Festival Internacional de Cinema de La Guarimba       | Premi la Grotta dei Piccoli             | La mama és pura pluja | Guanyadora | [ 9 ] |
| 2021 | Festival Internacional de Cinema de Rhode Island      | Premi al millor curtmetratge d'animació | La mama és pura pluja | Guanyadora | [ 9 ] |